# 무하마두 부하리
무하마두 부하리(영어: Muhammadu Buhari, 문화어: 무함마두 부하리, 1942년 12월 17일 ~ 2025년 7월 13일)는 나이지리아의 육군 소장 출신 정치인이다.

## 생애
1942년 나이지리아 북부 카치나주 다우라에서 부유한 상인의 23째 아들로 태어나 일찍 아버지를 여의고 편모슬하에서 자랐다. 카트시나에서 학교를 마친 다음 영국과 미국, 인도 등에서 군사교육을 거쳐 군인으로 근무했다. 1975년 군사 쿠데타 성공 후 올루세군 오바산조 국가수반 밑에서 군 사령관과 석유장관 등을 역임했다. 1983년 12월 정부의 부패 및 경제 정책 실패를 이유로 무혈 쿠데타를 일으켜 셰후 샤가리 정부를 무너뜨리고 정권을 장악했다. 이후 구 정권 인사에 대한 군사재판, 화폐 개혁, 국민기강 확립 운동 등을 펼쳤으나 재판 없이 무기한 구속할 수 있는 비상조치 단행, 언론통제, 경제 실패 등을 빌미로 집권 2년 만인 1985년 8월 27일, 이브라임 바방기다 소장이 일으킨 쿠데타로 축출된 후 체포되어 40개월의 징역형에 처해졌다.
2014년 7월 북부 도시 카두나의 카오 시장에서 야당 지도자 신분이던 부하리의 차량 행렬에 보코 하람의 자살 폭탄 차량이 돌진해 최소 50명이 숨졌다. 부하리는 방탄 차량에 탑승하여 생존하였으며, 성명을 통해 "대량 학살이며 명백한 암살 시도"라고 비난했다. 2015년 3월 28일 대통령 선거에서 현직인 굿럭 조너선을 이기고 4번의 도전 끝에 집권 30년 만에 대통령에 당선되었다.
2015년 5월 29일 수도 아부자에서 대통령 취임식을 갖고 정부를 출범하였다. 부하리는 취임식에서 경제 불안과 열악한 전기 생산 수준을 해결하는 등 산적한 현안에 대해 정면 대응할 것이며, 보코하람의 본거지였던 보르노주 주도 마이두구리에 군사령부를 새로 설치하여 강력히 대응하겠다고 말했다. 또한 2014년 4월 치보크에서 납치된 219명의 여학생을 포함해 아직 보코하람에 감금된 것으로 추정되는 수천 명의 인질을 구출하는데 모든 노력을 다할 것을 약속했다.
2015년 대통령 취임식에는 미국의 존 케리 국무장관이 참석했으며, 대한민국에서는 이주영 국회의원이 대통령 특사 자격으로 참석했다.
2023년 5월 29일 오전 10시(서아프리카 표준시)에 연방 수도구 이글 스퀘어에서 열린 취임식에서 후임자 볼라 티누부에게 평화롭게 권력을 이양하였다. 그는 권력 이양 직후 아부자에서 물러났으며, 역대 국가 원수 및 대통령들의 관례에 따라 자신의 고향인 카치나주로 돌아갔다. 그곳에서 그는 주 정부 및 전통 지도자들의 환영을 받았으며, 다우라에 있는 자신의 농장과 가족 거처로 돌아가 사실상 은퇴 생활에 들어갔다.
2025년 7월 13일 잉글랜드 런던에서 입원 치료를 받던 중 향년 82세로 별세하였다. 그의 대변인 가르바 셰후에 따르면, 그는 치료를 받는 도중 세상을 떠난 것으로 전해졌다. 몇 시간 뒤, 부하리의 오랜 친구이자 이제불랜드의 전통 군주인 아우자레 시키루 카요데 아데토나 역시 별세하였다.

## 역대 선거 결과
| 선거명      | 직책명              | 대수 | 정당         | 득표율 | 득표수       | 결과 | 당락 |
| ----------- | ------------------- | ---- | ------------ | ------ | ------------ | ---- | ---- |
| 2003년 선거 | 나이지리아의 대통령 | 12대 | 진보혁신당   | 32.19% | 12,710,022표 | 2위  | 낙선 |
| 2007년 선거 | 나이지리아의 대통령 | 13대 | 진보혁신당   | 18.72% | 6,605,299표  | 2위  | 낙선 |
| 2011년 선거 | 나이지리아의 대통령 | 14대 | 진보혁신당   | 31.98% | 12,214,853표 | 2위  | 낙선 |
| 2015년 선거 | 나이지리아의 대통령 | 15대 | 범진보의회당 | 53.96% | 15,424,921표 | 1위  |      |
| 2019년 선거 | 나이지리아의 대통령 | 15대 | 범진보의회당 | 55.60% | 15,191,847표 | 1위  |      |